# Xenoplagia setosa
Xenoplagia setosa är en tvåvingeart som beskrevs av Townsend 1914. Xenoplagia setosa ingår i släktet Xenoplagia och familjen parasitflugor.
Artens utbredningsområde är Peru. Inga underarter finns listade i Catalogue of Life.